# Tulip Computers
Tulip Computers war ein belgisches professionelles Radsportteam, das von 1990 bis 1992 bestand. Sein Hauptsponsor war der niederländische Computerhersteller Tulip Computers. Das Team ist nicht zu verwechseln mit dem gleichnamigen spanischen Radsportteam, welches auch von Tulip Computers gesponsert wurde.

## Geschichte
Das Team wurde 1990 von José De Cauwer auf der Basis des Teams AD Renting gegründet. Im zweiten Jahr konnte sich das Team bei den Klassiker gut präsentieren und verpasste jedoch knapp eine Top-10-Platzierung bei Mailand–Sanremo und der Lombardei-Rundfahrt. 1992 gelang dies mit dem 4. Platz bei Paris-Roubaix. Nach der Saison 1992 wurde das Team aufgelöst.

## Erfolge – Straße
1990
- Britischer Meister – Straßenrennen
- Circuit de Wallonie
- eine Etappe Giro del Trentino
- eine Etappe Bayern-Rundfahrt
- Omloop van de Westhoek
- eine Etappe Herald Sun Tour

1991
- Gesamtwertung und eine Etappe Tour de Suisse
- Kuurne–Brüssel–Kuurne
- Le Samyn
- Circuito de Getxo
- Olympia’s Tour
- Philadelphia Cycling Classic
- Druivenkoers Overijse
- Reading Classic
- eine Etappe Vuelta a España
- zwei Etappen Tour Poitou-Charentes en Nouvelle-Aquitaine
- zwei Etappen Murcia-Rundfahrt
- zwei Etappen Tour du Vaucluse
- eine Etappe Mittelmeer-Rundfahrt
- eine Etappe Kellogg’s Tour
- eine Etappe Niederlande-Rundfahrt

1992
- drei Etappen Schweden-Rundfahrt
- eine Etappe Tour de Picardie

## Erfolge – Cyclocross
1990
- Cyclocross Essen

1991
- Cyclocross-Weltmeisterschaften, Gieten
- Niederländische Meisterschaften – Cyclocross

1992
- Cyclocross-Weltmeisterschaften, Leeds
- Niederländische Meisterschaften – Cyclocross
- Cyclocross Lanarvily

## Grand-Tour-Platzierungen
| Grand Tour            | 1991 | 1992 |
| --------------------- | ---- | ---- |
| Vuelta a EspañaVuelta | 32   | –    |
| Giro d’ItaliaGiro     | –    | 35   |
| Tour de FranceTour    | –    | 30   |

## Monumente-des-Radsports-Platzierungen
| Monument                 | 1991 | 1992 |
| ------------------------ | ---- | ---- |
| Mailand–Sanremo          | 11   | 12   |
| Flandern-Rundfahrt       | 16   | 26   |
| Paris–Roubaix            | 22   | 4    |
| Lüttich–Bastogne–Lüttich | 48   | 12   |
| Lombardei-Rundfahrt      | 11   | 31   |

## Bekannte ehemalige Fahrer
- Luc Roosen (1991–1992)
- Adrie van der Poel (1991–1992)
- Brian Holm (1992)
- Peter Pieters (1991–1992)
- Allan Peiper (1991–1992)
- Olaf Jentzsch (1990–1992)
- Colin Sturgess (1990–1991)
- Alfons De Wolf (1990)